# 518 г. пр.н.е.

## Събития

### В Азия

#### В Персийската империя
- Цар на Персийската (Ахеменидска) империя e Дарий I (522 – 486 г. пр.н.е.).[1]
- Царят посещава Египет, за да потуши размирици като дарява и пари за погребението на умрелия по това време свещен бик Апис.[2][3]
- Арианд (Aryandes) е възстановен като сатрап на Египет.[4]

### В Европа
- Хипий и Хипарх са тирани в Атина.[5]

## Родени
- Пиндар, древногръцки поет (умрял ок. 438 г. пр.н.е.)[6]